# 2. etape af PostNord Danmark Rundt 2025
2. etape af PostNord Danmark Rundt 2025 var en 110,64 km lang flad etape med en samlet stigning på 750 m. Den blev kørt den 13. august 2025 med start i Rødovre og mål i Bagsværd.
Holdene tog morgenfærgen fra Bornholm via Sverige. Det var første gang at Rødovre var startby for en etape, mens det var tredje år i træk at den samme afslutning ved Bagsværd Kirke i Bagsværd blev benyttet ved en etape i Danmark Rundt.

## Resultater

### Etaperesultat
| \| Etaperesultat \| Etaperesultat \| Etaperesultat \| Etaperesultat \| Etaperesultat \| \| Rytter \| Rytter \| Hold \| Tid \| \| \| ------------- \| ----------------------- \| -------------------------------- \| ------------- \| ------------- \| \| 1. \| Søren Wærenskjold \| Uno-X Mobility \| 2t 09' 12" \| \| \| 2. \| Steffen De Schuyteneer \| Lotto \| + 0" \| \| \| 3. \| Axel Zingle \| Team Visma \\| Lease a Bike \| + 0" \| \| \| 4. \| Jasper Philipsen \| Alpecin-Deceuninck \| + 0" \| \| \| 5. \| Nils Eekhoff \| Team Picnic-PostNL \| + 0" \| \| \| 6. \| Tom Crabbe \| Team Flanders-Baloise \| + 0" \| \| \| 7. \| Lukáš Kubiš \| Unibet Tietema Rockets \| + 0" \| \| \| 8. \| Stian Rosenlund Richter \| Airtox-Carl Ras \| + 0" \| \| \| 9. \| Mads Pedersen \| Lidl-Trek \| + 0" \| \| \| 10. \| Mads Landbo \| Team Give Steel-2M Cycling Elite \| + 0" \| \| |                         |                                  |            |
| |                         |                                  |            |
| Kilder: ProCyclingStats Cycling Quotient |                         |                                  |            |
| Etaperesultat |                         |                                  |            |
| Rytter | Rytter                  | Hold                             | Tid        |
| 1. | Søren Wærenskjold       | Uno-X Mobility                   | 2t 09' 12" |
| 2. | Steffen De Schuyteneer  | Lotto                            | + 0"       |
| 3. | Axel Zingle             | Team Visma \| Lease a Bike       | + 0"       |
| 4. | Jasper Philipsen        | Alpecin-Deceuninck               | + 0"       |
| 5. | Nils Eekhoff            | Team Picnic-PostNL               | + 0"       |
| 6. | Tom Crabbe              | Team Flanders-Baloise            | + 0"       |
| 7. | Lukáš Kubiš             | Unibet Tietema Rockets           | + 0"       |
| 8. | Stian Rosenlund Richter | Airtox-Carl Ras                  | + 0"       |
| 9. | Mads Pedersen           | Lidl-Trek                        | + 0"       |
| 10. | Mads Landbo             | Team Give Steel-2M Cycling Elite | + 0"       |

### Klassement efter etapen
| \| Samlede stilling \| Samlede stilling \| Samlede stilling \| Samlede stilling \| Samlede stilling \| \| Rytter \| Rytter \| Hold \| Tid \| \| \| ---------------- \| ---------------------- \| -------------------------------- \| ---------------- \| ---------------- \| \| 1. \| Mads Pedersen \| Lidl-Trek \| 6t 12' 47" \| \| \| 2. \| Lukáš Kubiš \| Unibet Tietema Rockets \| + 4" \| \| \| 3. \| Conrad Haugsted \| ColoQuick \| + 5" \| \| \| 4. \| Niklas Larsen \| BHS-PL Beton Bornholm \| + 10" \| \| \| 5. \| William Blume Levy \| Uno-X Mobility \| + 10" \| \| \| 6. \| Victor Vercouillie \| Team Flanders-Baloise \| + 15" \| \| \| 7. \| Steffen De Schuyteneer \| Lotto \| + 42" \| \| \| 8. \| Axel Zingle \| Team Visma \\| Lease a Bike \| + 44" \| \| \| 9. \| Nils Eekhoff \| Team Picnic-PostNL \| + 48" \| \| \| 10. \| Mads Landbo \| Team Give Steel-2M Cycling Elite \| + 48" \| \| |                        |                                  |            |
| |                        |                                  |            |
| Kilder: ProCyclingStats Cycling Quotient |                        |                                  |            |
| Samlede stilling |                        |                                  |            |
| Rytter | Rytter                 | Hold                             | Tid        |
| 1. | Mads Pedersen          | Lidl-Trek                        | 6t 12' 47" |
| 2. | Lukáš Kubiš            | Unibet Tietema Rockets           | + 4"       |
| 3. | Conrad Haugsted        | ColoQuick                        | + 5"       |
| 4. | Niklas Larsen          | BHS-PL Beton Bornholm            | + 10"      |
| 5. | William Blume Levy     | Uno-X Mobility                   | + 10"      |
| 6. | Victor Vercouillie     | Team Flanders-Baloise            | + 15"      |
| 7. | Steffen De Schuyteneer | Lotto                            | + 42"      |
| 8. | Axel Zingle            | Team Visma \| Lease a Bike       | + 44"      |
| 9. | Nils Eekhoff           | Team Picnic-PostNL               | + 48"      |
| 10. | Mads Landbo            | Team Give Steel-2M Cycling Elite | + 48"      |

#### Pointkonkurrencen
| Pointkonkurrence | Pointkonkurrence       | Pointkonkurrence           | Pointkonkurrence | Pointkonkurrence |
| Rytter           | Rytter                 | Hold                       | Point            |                  |
| ---------------- | ---------------------- | -------------------------- | ---------------- | ---------------- |
| 1.               | Mads Pedersen          | Lidl-Trek                  | 19 point         |                  |
| 2.               | Lukáš Kubiš            | Unibet Tietema Rockets     | 18 point         |                  |
| 3.               | Søren Wærenskjold      | Uno-X Mobility             | 15 point         |                  |
| 4.               | Steffen De Schuyteneer | Lotto                      | 12 point         |                  |
| 5.               | Conrad Haugsted        | ColoQuick                  | 11 point         |                  |
| 6.               | Axel Zingle            | Team Visma \| Lease a Bike | 11 point         |                  |
| 7.               | Niklas Larsen          | BHS-PL Beton Bornholm      | 9 point          |                  |
| 8.               | Jasper Philipsen       | Alpecin-Deceuninck         | 9 point          |                  |
| 9.               | Julius Johansen        | UAE Team Emirates XRG      | 9 point          |                  |
| 10.              | William Blume Levy     | Uno-X Mobility             | 8 point          |                  |

#### Bakkekonkurrencen
| Bjergkonkurrence | Bjergkonkurrence    | Bjergkonkurrence                       | Bjergkonkurrence | Bjergkonkurrence |
| Rytter           | Rytter              | Hold                                   | Point            |                  |
| ---------------- | ------------------- | -------------------------------------- | ---------------- | ---------------- |
| 1.               | Conrad Haugsted     | ColoQuick                              | 32 point         |                  |
| 2.               | Marius Innhaug Dahl | Decathlon AG2R La Mondiale Development | 32 point         |                  |
| 3.               | Julius Johansen     | UAE Team Emirates XRG                  | 12 point         |                  |
| 4.               | Matias Malmberg     | Airtox-Carl Ras                        | 12 point         |                  |
| 5.               | Victor Vercouillie  | Team Flanders-Baloise                  | 12 point         |                  |
| 6.               | Magnus Bak Klaris   | Airtox-Carl Ras                        | 8 point          |                  |
| 7.               | Boas Lysgaard       | BHS-PL Beton Bornholm                  | 6 point          |                  |
| 8.               | Sebastian Nielsen   | Unibet Tietema Rockets                 | 4 point          |                  |
| 9.               | Rasmus Bøgh Wallin  | Uno-X Mobility                         | 2 point          |                  |

#### Ungdomskonkurrencen
| Ungdomskonkurrence | Ungdomskonkurrence      | Ungdomskonkurrence                     | Ungdomskonkurrence | Ungdomskonkurrence |
| Rytter             | Rytter                  | Hold                                   | Tid                |                    |
| ------------------ | ----------------------- | -------------------------------------- | ------------------ | ------------------ |
| 1.                 | Conrad Haugsted         | ColoQuick                              | 6t 12' 52"         |                    |
| 2.                 | Steffen De Schuyteneer  | Lotto                                  | + 37"              |                    |
| 3.                 | Mads Landbo             | Team Give Steel-2M Cycling Elite       | + 43"              |                    |
| 4.                 | Matyáš Kopecký          | Team Novo Nordisk                      | + 43"              |                    |
| 5.                 | Albert Withen Philipsen | Lidl-Trek                              | + 43"              |                    |
| 6.                 | Henrik Breiner Pedersen | Uno-X Mobility                         | + 43"              |                    |
| 7.                 | Carl-Frederik Bévort    | Uno-X Mobility                         | + 43"              |                    |
| 8.                 | Gustav Wang             | Danmark                                | + 43"              |                    |
| 9.                 | Kasper Haugland         | Decathlon AG2R La Mondiale Development | + 43"              |                    |
| 10.                | Alexander Arnt Hansen   | Airtox-Carl Ras                        | + 43"              |                    |

#### Holdkonkurrencen
| Holdkonkurrence | Holdkonkurrence                             | Holdkonkurrence | Holdkonkurrence |
| Hold            | Hold                                        | Tid             |                 |
| --------------- | ------------------------------------------- | --------------- | --------------- |
| 1.              | Lidl-Trek                                   | 18t 39' 21"     |                 |
| 2.              | Uno-X Mobility                              | + 36"           |                 |
| 3.              | Unibet Tietema Rockets                      | + 40"           |                 |
| 4.              | ColoQuick                                   | + 41"           |                 |
| 5.              | Danmark                                     | + 44"           |                 |
| 6.              | Team Flanders-Baloise                       | + 51"           |                 |
| 7.              | Lotto                                       | + 1' 18"        |                 |
| 8.              | Team Visma \| Lease a Bike                  | + 1' 20"        |                 |
| 9.              | Decathlon AG2R La Mondiale Development Team | + 1' 24"        |                 |
| 10.             | Alpecin-Deceuninck                          | + 1' 24"        |                 |

## Udgåede ryttere
- Theodor Clemmensen (Danske landshold) – udgået efter styrt